# Comissió Federal de Comunicacions
La Comissió Federal de Comunicacions (FCC Federal Communication Comission) és una agència estatal independent dels EUA amb l'objectiu de regular les comunicacions interestatals de cable, ràdio, televisió i satèl·lit. Fou creada pel congrés dels EUA l'any 1934 i té la seu a Washington DC.
La seva normativa forma part del títol 47 (telecomunicacions) de la llista de codis CFR dels EUA.

## Títol 47 dels codis de regulacions federal
Aquest codi 47 recull les normatives federals dels EUA sobre telecomunicacions, en els següents capítols : 
- Capítol 1 - Telègrafs (§§ 1.. to 17)
- Capítol 2 - Cables submarins (§§ 21 to 39)
- Capítol 3 - Radiotelègraf (§ 51..)
- Capítol 4 - Acta de la ràdio del 1927 (§§ 81.. to 120)
- Capítol 5 - Comunicacions cable o ràdio (§§ 151 to 622)
- Capítol 6 - Sistemes de comunicació per satèl·lit (§§ 701 to 769)
- Capítol 7 - Comunicacions de campanya (§ 801..)
- Capítol 8 - Administració de la informació i telecomunicacions nacionals (§§ 901 to 942)
- Capítol 9 - Interceptació de comunicacions digitals i altres (§§ 1001 to 1021)
- Capítol 10 - Tv local (§§ 1101 to 1110)
- Capítol 11 - Alertes del servei mòbil comercial (§§ 1201 to 1205)
- Capítol 12 - Banda ampla (§§ 1301 to 1305)
- Capítol 13 - Comunicacions de seguretat pública i Subhastes d'espectre electromagnètic (§§ 1401 to 1473)

## Parts més importants del Títol 47
- Part 15 -- s'encarrega de les emissions espúries de radiofreqüència i emissions de radiodifusió.[2]
- Part 18 -- s'encarrega de les bandes de ràdio industrials, científiques i mèdiques ISM.[3]
- Part 68 -- s'encarrega de la connexió directa dels terminasl a la xarxa de telefonia pública.[4]
- Part 87 -- s'encarrega dels serveis d'aviació.[5]
- Part 90 -- s'encarrega de les bandes amb llicència per a usos privats i no federals.[6]
- Part 97 -- s'encarrega del servei de ràdio amater.[7]